# Рудник Бреза
Рудник Бреза, званично Рудник мрког угља Бреза, рудник је мрког угља на простору општине Бреза у Зеничко-добојском кантону.
Рудник има резерве угља у износу од 73,1 милиона тона лигнита, једну од највећих резерви угља у Европи и свијету. Рудник има годишњи производни капацитет од 0,2 милиона тона угља.